# 董子齐
董子齐（1999年4月3日—）是一名中國女子冰壺運動員。她代表中國參加2022年冬季奧林匹克運動會女子冰壺比賽。

## 生平
董子齐來自於黑龍江省哈尔滨市。早年曾前往日本参加亚洲及太平洋青少年冰壶锦标赛，获得亚军。2016年，因拿下2015/16全国锦标赛冠軍而被授予运动健将称号。2018年，代表国家参与世界青少年冰壶锦标赛得到铜牌，也是中国在世青赛上获得的首枚奖牌，随后在亚洲及太平洋冰壶锦标赛上以第三名的成绩作收。2021年，首度出战世界锦标赛以第十名收尾。2022年，代表中国参加2022年冬季奥林匹克运动会女子冰壶比赛。

## 外部連結
- 董子齐的新浪微博